# Mesachorutes
Mesachorutes är ett släkte av urinsekter. Mesachorutes ingår i familjen Hypogastruridae.
Kladogram enligt Catalogue of Life och Dyntaxa:
| Mesachorutes | \| \| Mesachorutes quadriocellatus \| \| \| \| \| \| Mesachorutes thomomys \| \| \| \| |
|              | \| \| Mesachorutes quadriocellatus \| \| \| \| \| \| Mesachorutes thomomys \| \| \| \| |
|              | Mesachorutes quadriocellatus                                                           |
|              |                                                                                        |
|              | Mesachorutes thomomys                                                                  |
|              |                                                                                        |